# Wolf's Head (sociedad secreta)

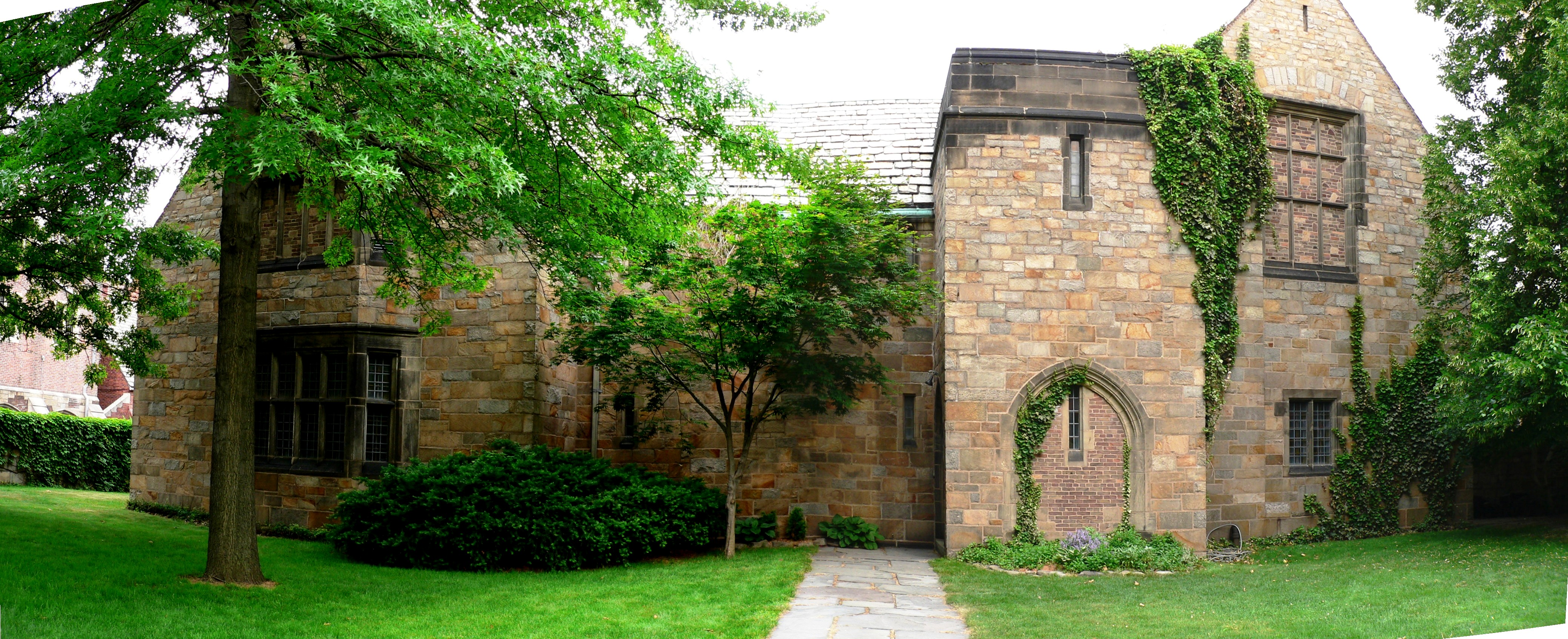
Edificio "New Hall" de la sociedad Wolf's Head, diseñado por Bertram Goodhue.

Wolf's Head (inglés:Cabeza de lobo) es la tercera sociedad secreta más antigua en la Universidad de Yale. Fue fundada en 1883 en reacción a Skull & Bones, Book & Snake y Scroll and Key. El túmulo original de la sociedad fue situado en Prosper Street, pero se trasladó en los años 1920 cuando el campus de Yale comenzó a transformarse. El túmulo actual de Wolf's Head es el más grande de las sociedades más antiguas y está situado en York Street, en New Haven, Connecticut. Entre los miembros notables están Charles Edward Ives, quien se considerado ampliamente como uno de los primeros compositores clásicos estadounidenses de significación internacional, y Benno C. Schmidt Jr., presidente de la Universidad Yale entre 1986 a 1992 y decano fundador de la Escuela de Leyes de Columbia.